# Ras Asfour
Ras Asfour (franska: Ras Asfour (CR), Ras Asfour (Commune Rurale), arabiska: عين الصفا) är en kommun i Marocko.   Den ligger i provinsen Jerada och regionen Oriental, i den nordöstra delen av landet, 500 km öster om huvudstaden Rabat. Antalet invånare är 1 694.